# Carl Ludwig Schleich

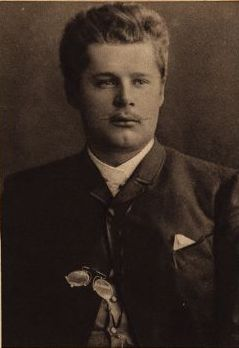
Carl Ludwig Schleich, um 1880

Carl Ludwig Schleich (* 19. Juli 1859 in Stettin; † 7. März 1922 in Saarow, Brandenburg) war ein deutscher Chirurg und Schriftsteller. Von ihm stammt eine Methode der Regionalanästhesie.

## Leben

### Herkunft und Ausbildung
Carl Ludwig Schleich war ein Sohn des Stettiner Augenarztes und Geheimen Sanitätsrats Carl Ludwig Schleich (1823–1907), der bei Johann Friedrich Dieffenbach studiert hatte. Seine Mutter Constanze geb. Küster (1832–1919) war eine Tochter des Gutsbesitzers und Kalkbrenners Ludwig Küster (1765–1819) aus Kalkofen auf Wollin und eine Schwester des Chirurgen Ernst Küster und des Berliner Arztes Konrad Küster, eines angesehenen Ärzteführers und Ethikers.
Schleich jun. legte 1879 in Stralsund am Sundischen Gymnasium das Abitur ab. Anschließend studierte er Medizin, zunächst an der Universität Zürich, wo er sein musikalisches Talent pflegte und Freundschaft mit dem Dichter Gottfried Keller schloss (Keller bezeichnete ihn als „der Dütsche, der so wunderherrlich suffe cha“). In Zürich wurde er auch Mitglied in einem Corps. Danach studierte er an der Universität Greifswald, wo er sein Physikum absolvierte, und, bis zum Ersten Staatsexamen 1886, an der Charité in Berlin. Dort war er Famulus bei Bernhard von Langenbeck, Ernst von Bergmann, Hermann Senator, Robert von Olshausen und Rudolf Virchow.
Schleich wurde 1887 in Greifswald beim Chirurgen Heinrich Helferich, einem Schüler von Carl Thiersch, promoviert. Er blieb dort als Assistent bis 1889. Im gleichen Jahr eröffnete er eine private Klinik für Gynäkologie und Chirurgie mit zuletzt 15 Betten in Berlin-Kreuzberg in der Friedrichstraße 250 in der Nähe des Belle-Alliance-Platzes, die er bis 1901 betrieb.
Er heiratete seine Jugendliebe Hedwig Oelschlaeger, eine Tochter von Rudolf Oelschlaeger, dem Präsidenten der Berlin-Stettiner Eisenbahn-Gesellschaft.
Noch in der Kaiserzeit erlebte Carl Ludwig Schleich seine Ernennung zum Professor (1899) und die Ehrung durch den Titel Geheimrat. Ab 1900 übernahm er die Leitung der Chirurgischen Abteilung am Kreiskrankenhaus in Groß-Lichterfelde, einer Landgemeinde im Landkreis Teltow, die heute zum Berliner Bezirk Steglitz-Zehlendorf gehört.
Neben seinem Medizinerdasein betätigte Schleich sich schon früh als populärwissenschaftlicher Schriftsteller und Philosoph, zunächst ausschließlich in Zeitschriften wie der Zukunft von Maximilian Harden oder in der Neuen Rundschau, herausgegeben von Samuel Fischer. Er publizierte mehrere kleine Bücher, bevor er 1912 den Band Es läuten die Glocken mit Phantasien zum Sinn des Lebens veröffentlichte. Mit zunehmendem Rückzug aus dem medizinischen Alltag wirkte er dann als Essayist in diversen Wochen- und Monatszeitschriften wie Arena, Über Land und Meer, herausgegeben von Rudolf Presber, und sogar in der Gartenlaube. Hierdurch gelangte er reichsweit zu einer enormen Popularität.
1920 verfasste er einige Aufsätze über sein Leben und seine Lehrer, die zuerst in dem von Ernst Rowohlt verlegten Tage-Buch erschienen, um sie dann im selben Jahr ebenfalls bei Rowohlt unter dem Titel Besonnte Vergangenheit als Buch zu veröffentlichen. Das Werk erreichte eine Millionenauflage und wurde für den jungen Verlag der erste Bestseller, dessen bislang letzte Auflage 1985 erschien. Es zählt zu den meistgelesenen Erinnerungsbüchern deutscher Sprache und prägte das Bild der bürgerlichen Welt Deutschlands in den Jahrzehnten vor dem Ersten Weltkrieg mit.
In seinen Memoiren schildert Schleich auch sein erstes Erlebnis mit Tierversuchen: „Als ich in dem Physiologischen Seminar von Prof. Ludimar Hermann (in Zürich), dem hartnäckigen Gegner Emil Heinrich Du Bois-Reymonds, als Entre-Akt die Enthauptung von sechs Fröschen mittelst glatter Scherenschnitte und den blitzartigen Hirnrückenmarkstich bei einigen armen, gurrenden Tauben mitansehen musste, da war es aus mit meiner Begeisterung für die Medizin. Mich packte eine Wut, und ich war entschlossen, ihr für immer Valet zu sagen. Mir schien es unmöglich, diese sinnlosen Grausamkeiten mitzumachen. Aus Mitleid wollte ich Tor ein Arzt der Leidenden werden, und hier stand ich entsetzt vor einer Lehrstätte, ja, einem Kultus der grausamsten Gleichgültigkeit gegen Leid und Tod.“
Das gute Zureden seines Vaters, der ein angesehener Mediziner war und 35 Jahre lang dem Pommerschen Ärztebund und dem Stettiner Ärzteverein vorstand, bewahrte ihn vor diesem Schritt. Obwohl Carl Ludwig Schleich wenig später am Pathologischen Institut der Berliner Charité bei seinem Lehrer Rudolf Virchow an Tierversuchen teilnahm, begegnete er dieser Forschungsmethode zeitlebens mit Skepsis. In der Zeitschrift Arena schrieb er: „Ohne allen Zweifel sind die Argumente der Anti-Vivisektionisten aus sittlichen Gründen durchaus der Beachtung wert und können nicht einfach durch den Hinweis auf den eventuellen Nutzen, welchen die gesamte Menschheit eventuell von der Vivisektion zwecks Auffindung von Heilmitteln, Schutzmitteln und hygienischen Grundgesetzen haben könnte und schon gehabt hat, widerlegt werden. Denn noch niemals ist die Utilitarität, das Prinzip der Nützlichkeit, allein maßgebend gewesen für die Frage, was sittlich gut oder verwerflich ist“.
Der Künstler Schleich findet heute noch in der Literatur über die damalige Berliner Bohème mit seiner Tischrunde in der berühmt-berüchtigten „Wein- und Probierstube G. Türke“ (besser bekannt unter dem Namen Zum schwarzen Ferkel) in der Neuen Wilhelmstraße einen Platz, zu der unter anderen die mit ihm eng befreundeten Richard Dehmel und August Strindberg zählten. Carl Ludwig Schleich war gut befreundet mit Margarete und Reinhold Begas. Reinhold Begas’ Sohn, Werner Begas, schuf 1922 Schleichs Grabdenkmal auf dem Südwestkirchhof des Ev. Synodalverbandes in Stahnsdorf, Bahnhofstraße. Schleich gehörte auch zu den regelmäßigen Besuchern des Salons von Bertha von Arnswaldt († 1919) am Nollendorfplatz. Die Familie Begas und Bertha von Arnswaldt erwähnt Schleich ausführlich in seinen Lebenserinnerungen „Besonnte Vergangenheit“.

### Grab

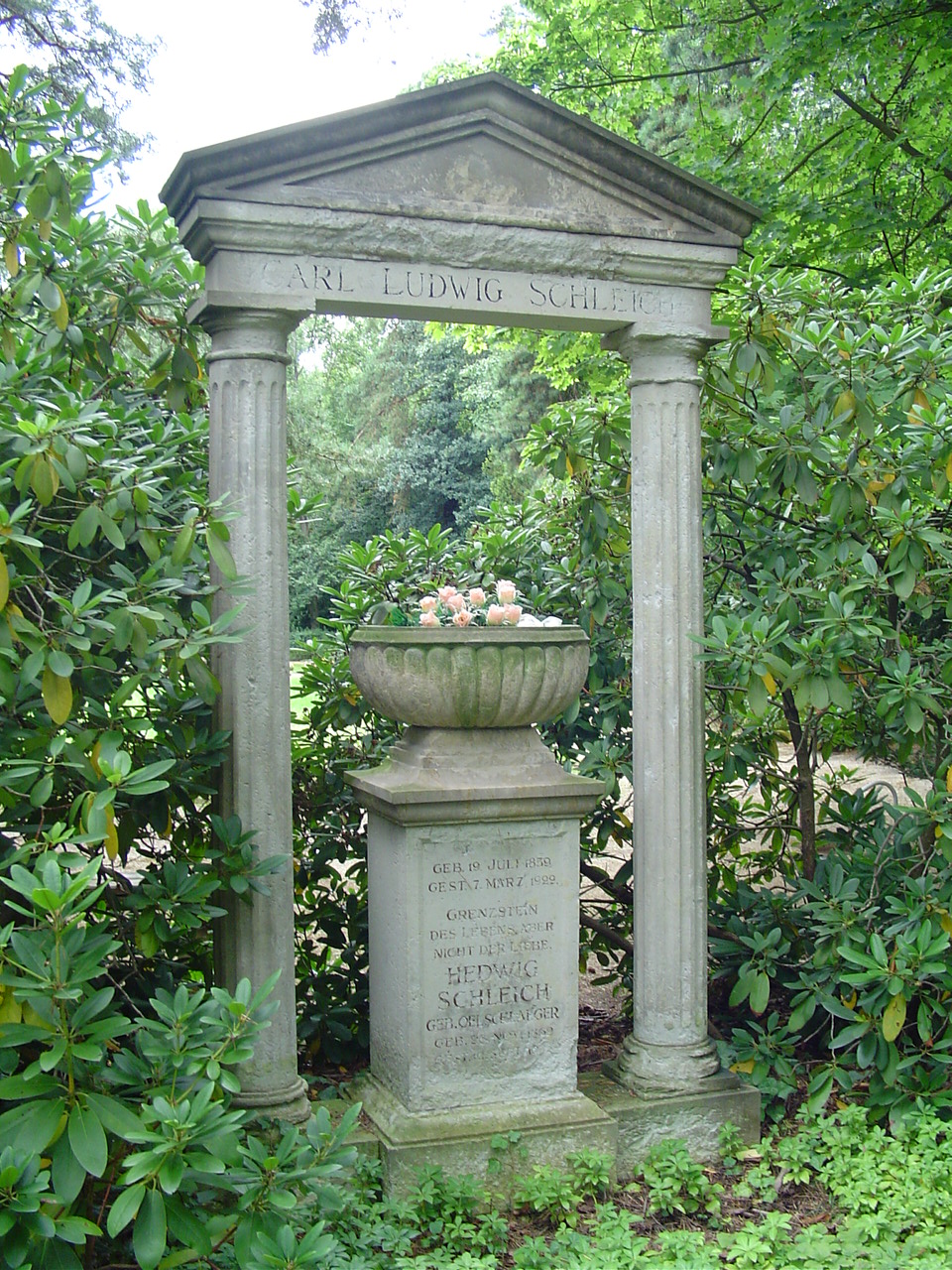
Grab von Carl Ludwig und Hedwig Schleich

Carl Ludwig Schleich starb während eines Aufenthaltes im Sanatorium Eibenhof in Saarow-Pieskow und wurde auf dem Südwestkirchhof Stahnsdorf im Block Erlöser, Gartenblock I, Gartenstelle 47 bestattet. Das Grab wurde 1952 zum Ehrengrab der Stadt Berlin ernannt; der Ehrengrabstatus wurde Ende 2015 aufgehoben.

### Ehrungen
Eine Straße im Stralsunder Stadtteil Knieper Nord trägt heute seinen Namen. Von dem ihm auf dem sog. Comantschenberg an der Straße zwischen Lebbin und Kalkofen auf Wolin (Pommern) errichteten Denkmal ist heute nur noch der feldsteinumrandete Sockel vorhanden.
Seit 1959 ist in Berlin-Schmargendorf an der Grenze zum Ortsteil Grunewald die kleine Grünanlage „Carl-Ludwig-Schleich-Promenade“ nach ihm benannt.
Die Deutsche Gesellschaft für Anästhesiologie und Intensivmedizin (DGAI) vergibt einen von der Firma Woelm-Pharma GmbH & Co., Eschwege, gestifteten Carl-Ludwig-Schleich-Preis für „bedeutsame Arbeiten auf dem Gebiet der Schmerzforschung“.

## Infiltrationsanästhesie

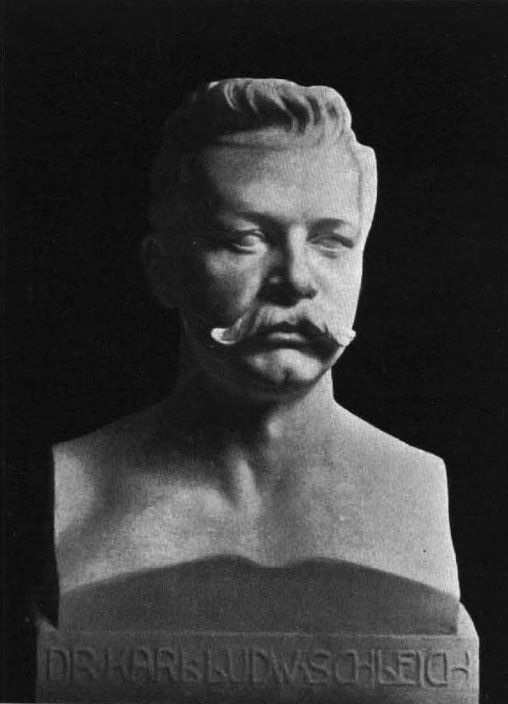
Büste vom Bildhauer Otto Stichling

Als Schleich die von ihm entwickelte Methode der örtlichen Betäubung durch intrakutane (später auch subkutane) Infiltrationsanästhesie zunächst in der Medizinischen Gesellschaft unter dem Vorsitz Virchows vorstellte, begegnete man ihm ungläubig und mit eisigem Schweigen, worüber Franz Oppenheimer in seinen Lebenserinnerungen berichtet.
Am 11. Juni 1892 stellte Schleich seine mit Injektion verschiedener Substanzen durchgeführte Anästhesiemethode auf dem Deutschen Chirurgenkongress in Berlin vor. Abschließend sagte Schleich laut Protokoll der Verhandlungen:
„Ich halte m i c h nach dem Stande der lokalen Anästhesie nicht mehr für berechtigt, die Chloroformnarkose oder ein anderes Inhalationsverfahren bei Operationen in Anwendung zu ziehen, wenn nicht vorher die prinzipiell angewandte Methode der Infiltrationsanästhesie versucht wurde. Erst wenn diese sich im Einzelfalle als unzureichend erwies, resp. erfahrungsgemäß für den Einzelfall nicht zugänglich ist, erst dann entsteht für die Narkose eine besondere Indikation. Aber Operationen in Narkose auszuführen, welche sicherlich auch mit dieser oder einer ähnlichen Form der lokalen Anästhesie durchführbar gewesen wären, das muß ich vom Standpunkte der Humanität und dem der moralischen sowie strafrechtlichen Verantwortlichkeit des Chirurgen aus bei dem heutigen Stande der Infiltrationsanästhesie für durchaus unberechtigt halten.“
Diese Äußerung wurde als derartiger Affront gegen die Anwesenden empfunden, dass der Kongressleiter Heinrich Adolf von Bardeleben Schleich nach einer entgegen den Gepflogenheiten durchgeführten Abstimmung das Wort entzog und dieser daraufhin die Sitzung verließ. Erst anlässlich des Kongresses im Jahr 1894 lud Ernst von Bergmann seine Kollegen zu einer Operation ein, die Schleich in der Universitäts-Poliklinik vornehmen konnte. Über den Erfolg berichtete Bergmann auf Wunsch von Friedrich von Esmarch dem Kongress. Seitdem und seit die Methode mit dem Buch Schmerzlose Operationen einer breiten medizinischen Öffentlichkeit bekannt wurde, begann sich die Infiltrationsanästhesie bis etwa 1907 zunehmend durchzusetzen. In abgewandelter Form wird sie heute noch angewendet. Schleich leistete zudem wesentliche Beiträge zur Kriegschirurgie, zur Wundheilung und zur Hysterie.

## Veröffentlichungen
- Die Infiltrationsanästhesie (lokale Anästhesie) und ihr Verhältnis zur allgemeinen Narkose (Inhalationsanästhesie). In: Verhandlungen der deutschen Gesellschaft für Chirurgie. Band 1, 1892, S. 121–127.
- Schmerzlose Operationen. Örtliche Betäubung mit indifferenten Flüssigkeiten. Julius Springer, Berlin 1894; 3., verbesserte und vermehrte Aufl. 1898 (archive.org).
- A New Method of Local Anaesthesia (Infiltration Anaesthesia). (Clinical lecture delivered at the University of Berlin, reported by H. Cleves Symmes) In: International Clinics. Fünfte Folge, Band 2, (Juli) 1895, S. 177–192; auch in: Faulconer, Keys (1965), S. 787–800.
- Neue Methoden der Wundheilung. Ihre Bedingungen und Vereinfachung für die Praxis. Julius Springer, Berlin 1899; 2., verbesserte Auflage ebenda 1900.
- Die Selbstnarkose der Verwundeten in Krieg und Frieden. Ein humaner Vorschlag. Springer, Berlin 1906 (archive.org)
- Von der Seele. Essays. S. Fischer Verlag, Berlin 1910
- Es läuten die Glocken. Phantasien über den Sinn des Lebens. Concordia Deutsche Verlags-Anstalt, Berlin 1912
- Zwei Jahre kriegschirurgischer Erfahrungen aus einem Berliner Lazarett. Deutsche Verlags-Anstalt, Stuttgart / Berlin 1916
- Aus Asklepios’ Werkstatt. Plaudereien über Gesundheit und Krankheit. Deutsche Verlags-Anstalt, Stuttgart / Berlin 1916
- Erinnerungen an Strindberg. Nebst Nachrufen für Ehrlich und von Bergmann. Georg Müller Verlag, München 1917
- Vom Schaltwerk der Gedanken. Neue Einsichten und Betrachtungen über die Seele. S. Fischer Verlag, Berlin 1916 (archive.org)
- Gedankenmacht und Hysterie. Ernst Rowohlt, Berlin 1920
- Die Weisheit der Freude. Und andere ausgewählte Schriften. Ernst Rowohlt Verlag, Berlin 1920
- Das Problem des Todes. Ernst Rowohlt Verlag, Berlin 1920
- Das Ich und die Dämonien. S. Fischer Verlag, Berlin 1920
- Bewußtsein und Unsterblichkeit. Deutsche Verlags-Anstalt, Stuttgart und Berlin 1920
- Besonnte Vergangenheit. Lebenserinnerungen eines Arztes. Ernst Rowohlt Verlag, Berlin 1920 (projekt-gutenberg.org)
- Dichtungen. Ernst Rowohlt Verlag, Berlin 1924
- Aus dem Nachlaß. Ernst Rowohlt Verlag, Berlin 1924
- Die Wunder der Seele. Mit einem Geleitwort von C. G. Jung. S. Fischer Verlag, Berlin 1934